# Ålidhemskravallerna
Ålidhemskravallerna, även kända som Slaget om dungen, utspelade sig våren 1977 i stadsdelen Ålidhem i Umeå. Konflikten handlade om bevarandet av ett skogsparti som skulle rivas för att ge plats åt en ny högstadieskola. Ålidhem, som började byggas på 1960-talet, var ursprungligen planerat för småhusbebyggelse. Planerna ändrades dock när Umeå fick sitt universitet, vilket ledde till att flerfamiljshus med två till fyra våningar byggdes istället.

## Protesterna
När byggandet av skolan skulle påbörjas i mitten av 1970-talet, möttes planerna av starka protester. Invändningarna gällde både skolans närhet till inomhustorget och förlusten av skogsområdet. Den 23 mars 1977 inleddes röjningsarbetet, vilket snabbt möttes av motstånd från barn från den närliggande låg- och mellanstadieskolan. Barnen kastade snöbollar på arbetarna och hällde ut dieselolja och bensin, vilket ledde till att arbetarna drog sig tillbaka.
Under dagen anslöt sig fler vuxna och barn till protesterna, och en ockupation av området inleddes. Ockupationen pågick i två veckor tills byggnadsföretaget, med hjälp av ett hundratal poliser, kunde inhägna området och påbörja arbetet. Mer än trettio personer greps, men de flesta släpptes snabbt eller överlämnades till barnavårdsnämnden.

## Efterspel
En protestdemonstration mot bygget samlade 2 000 personer, och vid ett stormöte på kårhuset Universum mötte åtta politiker en publik på 1 500 personer. Händelserna fick stor uppmärksamhet både lokalt och nationellt.
Trots protesterna byggdes skolan, som invigdes 1978, och står kvar än i dag. Den har dock omvandlats från en högstadieskola till Norra Ålidhemsskolan, som nu fungerar som evakueringsskola och samverkanshus. Byggnaden rymmer förskola, grundskola, familjecentral och lokaler för föreningsliv.
I september 2017 inledde Västerbottens museum en utställning om kravallerna.